# کامل خانلارف
کامل خانلارف (ترکی آذربایجانی: Kamil Əlabbas oğlu Xanlarov; ۱۵ ژوئن ۱۹۱۵ – ۱۹۹۶) نقاش آذربایجانی در دوران شوروی بود. وی همچنین دریافت کننده عنوان‌های افتخار نقاش افتخاری آذربایجان شوروی در سال ۱۹۶۴ و نقاش خلق جمهوری آذربایجان در سال ۱۹۹۲ بود.

## زندگی
کامل خانلارف ۹ ماه مارس سال ۱۹۱۵ در باکو به دنیا آمد. در سال ۱۹۳۱ وارد کالج دولتی هنر آذربایجان و در سال ۱۹۱۵ از آنجا دانش‌آموخته شد. سلام سلام‌زاده یکی از معلمان وی بود. شروع جنگ جهانی دوم، باعث شد که کامل خانلارف نتواند تحصیلات خود را در مقاطع عالی ادامه دهد.

## نقاشی
اولین اثر کامل خانلارف «ملاقات در روستا» نام داشت که موضوعات تاریخی را به تصویر می‌کشید و در سال ۱۹۳۲ در یک نمایشگاه در معرض دید عمومی قرار گرفت. قبلاً و در جریان جنگ جهانی دوم، وی بیشتر به موضوعات تاریخی تمرکز داشت، اما تک‌چهره‌ها نیز از جایگاه خاصی در میان آثار او برخوردار بود. بعضی از آثار تاریخ‌محور وی عبارتند از: «ملاقات در روستا» (۱۹۳۱)، «مزدک پیش از اعدام» (۱۹۴۱)، «استقبال از فرستاده روسیه توسط فتعلی خان»، «مشهدی عزیزبیگف در میان دهقانان» و غیره… از مجموع تک‌چهره‌های کامل خانلارف می‌توان به آقا میرک، سلطان محمد نگارگر، قطران تبریزی، نظامی گنجوی، جوانشیر، عمادالدین نسیمی و… اشاره کرد.
وی در فعالیت‌های بعدی بیشتر به منظره‌پردازی متوسل شد. کامل خانلارف در بسیاری از مناطق آذربایجان حضور پیدا کرده و طبیعت نخجوان، اردوباد، جلفا، شرور، قره‌باغ، شوشی، زاقاتالا و آستارا را نقاشی کرده‌است. از جمله این آثارش می‌شود از «کوه‌های زاقاتالا» (۱۹۴۶)، «آستارا» (۱۹۵۵)، «کوه‌های تالش» (۱۹۵۶)، «حومه شهر شوشی» (۱۹۵۷)، «شوشی» (۱۹۶۴)، «شب در پیله‌گاه» (۱۹۶۴)، «در سواحل رود آراز» (۱۹۶۵)، «وادی نوراشن» (۱۹۶۸)، «در مرز جنوبی» (۱۹۷۲)، «دورنمای مروداغ» (۱۹۷۲)، «در سواحل آراز در جلفا» (۱۹۷۳)، «منظره شوشی» (۱۹۸۳) و «دریاچه جیران‌باتان» (۱۹۸۷) نام برد. او همچنین در در سال ۱۹۶۲ یک سفر کاری به چکسلواکی داشت و نقاشی‌هایی به مانند «یک خیابان در پراگ»، «میدانی در کارلووی واری»، «خیابان طلایی»، «برجی در پراگ» و «بنای یادبودی به یاد یان هوس» را در اختصاص به این کشور خلق کرد.
نگارگری‌های کامل خانلارف در کشورهای اتریش، مجارستان، رومانی، آلمان، مصر، عراق، کانادا، سوریه، نروژ، فرانسه، فنلاند، ژاپن، ایران، افغانستان، ترکیه و لهستان به نمایش گذاشته شده‌است. افزون بر این، آثار او در چندین موزه، نگارخانه و مجموعه‌های خصوصی در آذربایجان نگهداری می‌شود.
کامل خانلارف همچنین از تدریس در کالج دولتی هنر آذربایجان در میان سالهای ۱۹۳۸ تا ۱۹۸۵ نیز در کارنامه خود برخوردار بود. نفاشان مدرن آذربایجانی نظیر طاهر صلاحوف، تغرول نریمان‌بیگوف، المیرا شاهتختینسکایا، راسیم بابایف، «حافظ محمدف» و «علی وردی‌اف» از شاگردان نام آشنای وی هستند. در سال ۱۹۳۹ بود که کامل خانلارف به عضویت اتحادیه نقاشان آذربایجان شوروی درآمد. در سال‌های ۱۹۶۴ و ۱۹۹۲ به ترتیب با اعطای عناوین افتخار نقاش افتخاری آذربایجان شوروی و نقاش خلق جمهوری آذربایجان از وی تقدیر به عمل آمد.
کامل خانلارف در سال ۱۹۹۶ در باکو درگذشت.